# Extermineitors II, la venganza del dragón
Extermineitors II, la venganza del dragón, o simplemente Extermineitors II, es una película argentina cómica-de acción de 1990 dirigida por Carlos Galettini y protagonizada por Emilio Disi y Guillermo Francella. Se estrenó el 12 de julio de 1990. Forma parte de una saga en la que fue precedida por Los extermineitors y sucedida por Extermineitors III, La gran pelea final.  Esta fue la última película  de la saga en la que Emilio Disi fue uno de los protagonistas.

## Sinopsis
El Dragón se encuentra en prisión dispuesto a fugarse y vengarse de quienes lo encerraron. Para ello recibirá ayuda de una organización de mafiosos que se mueve en el mundo de las apuestas clandestinas relacionadas con las peleas de artes marciales a nivel internacional. En la cárcel, el Dragón se encuentra con McClain, un norteamericano encarcelado por asesinar a sus contrincantes durante peleas clandestinas.
Luego de una espectacular fuga es enviado para competir por el Campeonato Mundial de Artes Marciales con un luchador argentino y campeón mundial. Además es enviado a secuestrar a la hija del Coronel Morris (Jefe de una Organización de Lucha contra el Narcotráfico), a la que pertenecen Emilio, Guillermo y Echavarría. Una vez secuestrada, el grupo recibe una nota advirtiendo que ella morirá si Echavarría no pierde su pelea contra McClain.

## Reparto
- Emilio Disi ... Emilio
- Guillermo Francella ... Guillermo
- Beatriz Salomón ... Beatriz
- Héctor Echavarría ... Héctor
- Néstor Varzé ... El Dragón
- Randolph McClain
- Onofre Lovero ... Jefe de organización mafiosa
- Fernando Siro ... Coronel